# Westford (Vermont)
Westford è una città degli Stati Uniti d'America, nella contea di Chittenden, nello Stato del Vermont. La popolazione era di 2.029 abitanti nel censimento del 2010.